# Gvia HaMedina 2011-2012
La Coppa d'Israele 2011-2012 (in ebraico 2011-2012 גביע המדינה, Gvia HaMedina 2011-2012, cioè "Coppa di Stato 2011-2012") è stata la 79ª edizione della competizione, la 58ª dalla nascita dello Stato di Israele. Il torneo è iniziato il 2 settembre 2011 e si è concluso il 15 maggio 2012, con la vittoria (la terza consecutiva, la quindicesima in assoluto) dell'Hapoel Tel Aviv, che ha battuto in finale il Maccabi Haifa per 2-1. La squadra vincitrice si è qualificata per il terzo turno di qualificazione della UEFA Europa League 2012-2013.

## Settimo turno
Le partite si sono giocate il 3 e il 4 gennaio 2012.
| Squadra 1                         | Risultato         | Squadra 2                |
| --------------------------------- | ----------------- | ------------------------ |
| Maccabi Ironi Amishav Petah Tiqwa | 0 – 1             | Hapoel Afula             |
| Hapoel Azor                       | 1 – 3             | Beitar Tel Aviv Ramla    |
| Maccabi Yavne                     | 5 – 0             | Beitar Haifa             |
| Maccabi Maghar                    | 1 – 2 (dts)       | Kafr Qasim               |
| Giv'at Olga                       | 6 – 3             | Maccabi Kiryat Gat       |
| Hapoel Bnei Lod                   | 4 – 1             | Ironi Tiberias           |
| Hapoel Tzafririm Holon            | 0 – 10            | Nazareth Illit           |
| Hapoel Ramat Gan                  | 1 – 0             | Maccabi Ironi Netivot    |
| Maccabi Herzliya                  | 8 – 1             | Ironi Nesher             |
| Maccabi Umm al-Fahm               | 2 – 1             | Maccabi I. Bat Yam       |
| Beitar Kfar Saba                  | 1 – 1 (5 – 3 dtr) | Maccabi Ma'alot-Tarshiha |
| Hapoel Ra'anana                   | 0 – 1             | Sektzia Ness Ziona       |
| Maccabi Ahi Nazaret               | 0 – 2             | Hapoel Gerusalemme       |
| Hapoel Herzliya                   | 0 – 2             | Hapoel Asi Gilboa        |
| Hakoah Ramat Gan                  | 1 – 2             | Maccabi Be'er Sheva      |
| Hapoel Kfar Saba                  | 2 – 0             | Hapoel Ashkelon          |

## Ottavo turno
Le partite si giocano il 7 e l'8 febbraio 2012.
| Squadra 1             | Risultato         | Squadra 2          |
| --------------------- | ----------------- | ------------------ |
| Giv'at Olga           | 0 – 1             | Maccabi Herzliya   |
| Hapoel Asi Gilboa     | 1 – 2             | Nazareth Illit     |
| Beitar Tel Aviv Ramla | 2 – 2 (2 – 4 dtr) | Hapoel Kfar Saba   |
| Hapoel Bnei Lod       | 0 – 0 (4 – 3 dtr) | Beitar Gerusalemme |
| Maccabi Petah Tiqwa   | 2 – 0             | Bnei Sakhnin       |
| Hapoel Ramat Gan      | 3 – 2             | Kafr Qasim         |
| Hapoel Be'er Sheva    | 3 – 3 (4 – 1 dtr) | Bnei Yehuda        |
| Maccabi Umm al-Fahm   | 3 – 2 (dts)       | Hapoel Afula       |
| Sektzia Ness Ziona    | 1 – 2 (dts)       | Maccabi Natanya    |
| Hapoel Gerusalemme    | 1 – 0 (dts)       | Maccabi Tel Aviv   |
| Hapoel Tel Aviv       | 3 – 0             | Maccabi Yavne      |
| Ironi R. HaSharon     | 3 – 1             | Hapoel Akko        |
| Hapoel Rishon LeZion  | 0 – 2             | Beitar Kfar Saba   |
| Hapoel Petah Tiqwa    | 0 – 3             | Ashdod             |
| Hapoel Haifa          | 0 – 1             | Ironi K. Shmona    |
| Maccabi Be'er Sheva   | 1 – 2             | Maccabi Haifa      |

## Ottavi di finale
Le partite si sono giocate il 20 e il 21 marzo 2012.
| Squadra 1          | Risultato         | Squadra 2           |
| ------------------ | ----------------- | ------------------- |
| Hapoel Gerusalemme | 0 – 1             | Maccabi Petah Tiqwa |
| Ironi K. Shmona    | 1 – 2             | Maccabi Natanya     |
| Beitar Kfar Saba   | 0 – 1             | Ironi R. HaSharon   |
| Hapoel Bnei Lod    | 1 – 3 (dts)       | Hapoel Tel Aviv     |
| Ashdod             | 3 – 1             | Maccabi Umm al-Fahm |
| Hapoel Kfar Saba   | 0 – 0 (3 – 4 dcr) | Maccabi Haifa       |
| Nazareth Illit     | 4 – 2             | Hapoel Ramat Gan    |
| Hapoel Be'er Sheva | 1 – 1 (3 – 4 dcr) | Maccabi Herzliya    |

## Quarti di finale
Le partite si sono giocate il 9 e il 10 aprile 2012.
| Squadra 1           | Risultato | Squadra 2        |
| ------------------- | --------- | ---------------- |
| Maccabi Petah Tiqwa | 1 – 3     | Ashdod           |
| Maccabi Haifa       | 2 – 0     | Nazareth Illit   |
| Maccabi Natanya     | 0 – 1     | Hapoel Tel Aviv  |
| Ironi R. HaSharon   | 1 – 0     | Maccabi Herzliya |

## Semifinali
Le partite si sono giocate il 2 maggio 2012.
| Squadra 1       | Risultato   | Squadra 2         |
| --------------- | ----------- | ----------------- |
| Maccabi Haifa   | 2 – 1       | Ashdod            |
| Hapoel Tel Aviv | 3 – 0 (dts) | Ironi R. HaSharon |

## Finale
| Arbitro: | Alon Yefet |

|               |           |                        |
| Yampolsky 62’ | Marcatori | 58’ Oremuš 92’ Igiebor |